# Sint-Martinuskerk (Zaventem)
De Sint-Martinuskerk is een kerkgebouw in het centrum van de Belgische gemeente Zaventem die dienstdoet als parochiekerk. De kerk ligt aan het Kerkplein en is toegewijd aan Martinus van Tours die vaak Sint-Maarten wordt genoemd.. Het bouwwerk dateert uit 1567. Oorspronkelijk was de Sint-Martinuskerk een typische basilicale romaanse kerk met drie beuken, een oostertoren en een apsis. In de 16de eeuw werd ze omgebouwd tot een gotisch gebouw en in de 19de eeuw werd de kerk vergroot.
De kerk is sinds 25 maart 1938 beschermd als monument van onroerend erfgoed.

## Kunstschatten van deze kerk
In deze kerk bevinden zich belangrijke kunstwerken: de bronzen kruiswegstaties van Camille Colruyt, het doek Christus in de storm door de Zaventemse schilder Felix Tuyaerts en het beschilderd houten paneel voorstellende De marteling van de Heilige Blasius door Caspar de Crayer, een navolger van Pieter Paul Rubens.

Buiten deze kunstschatten hangt er boven het rechter zijaltaar een meesterwerk van de jonge schilder Antoon van Dyck met als thema: Sint-Martinus deelt zijn mantel met een bedelaar (Vlaamse Meesters in Situ) . De pas tot baron verheven Ferdinand de Boisschot schonk het in 1621. Naar verluidt zou Van Dyck zelf het doek komen ophangen zijn, waarbij hij gecharmeerd raakte door de jongste dochter van drossaard Marten Van Ophem en haar tevergeefs ten huwelijk vroeg. Dit schilderij werd in september 1794 geroofd door de Franse revolutionnairen en uiteindelijk in 1815-1816 gerestitueerd aan de parochiekerk.

## Galerij

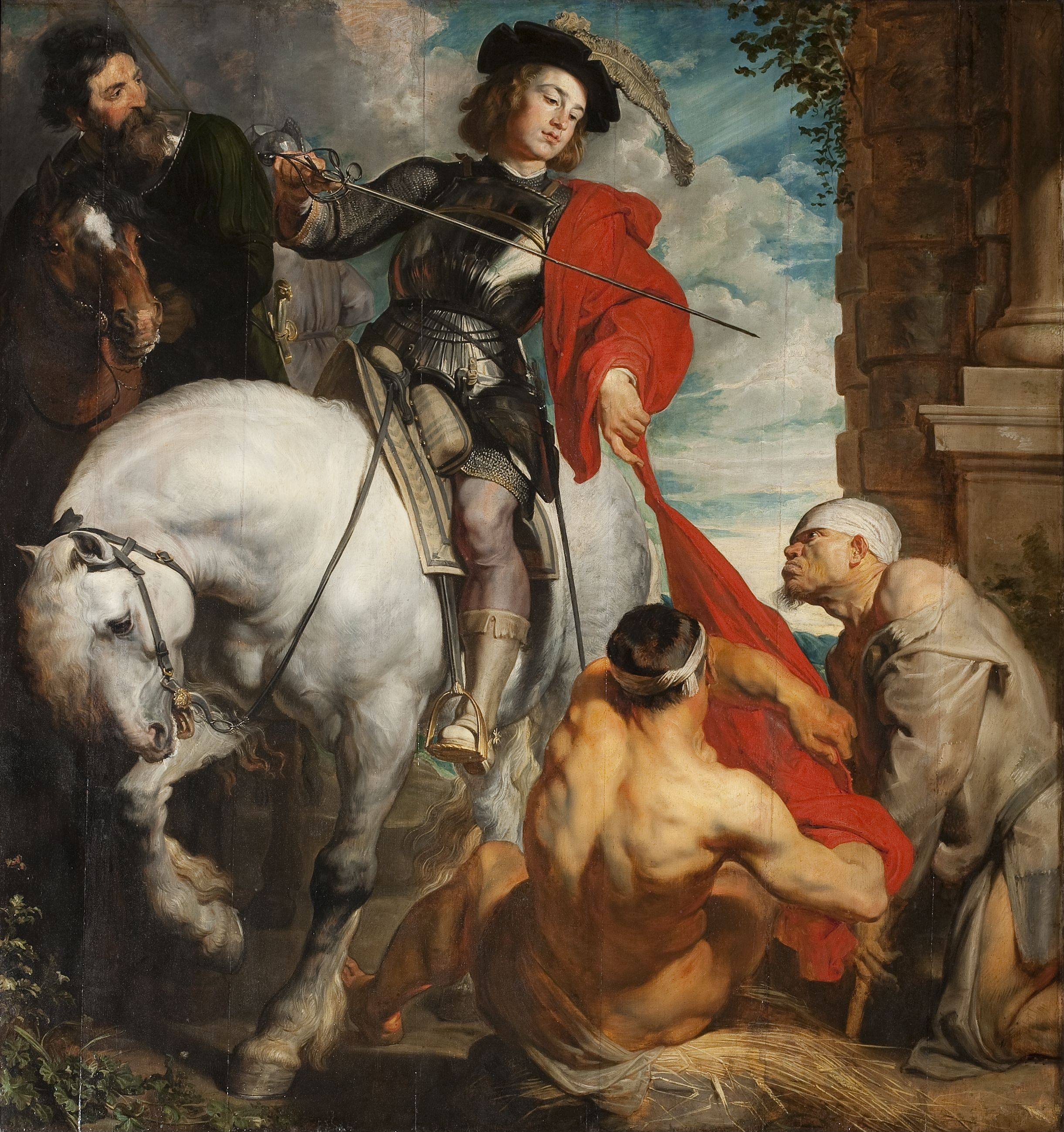
Sint-Martinus deelt zijn mantel met een bedelaar door Antoon van Dyck
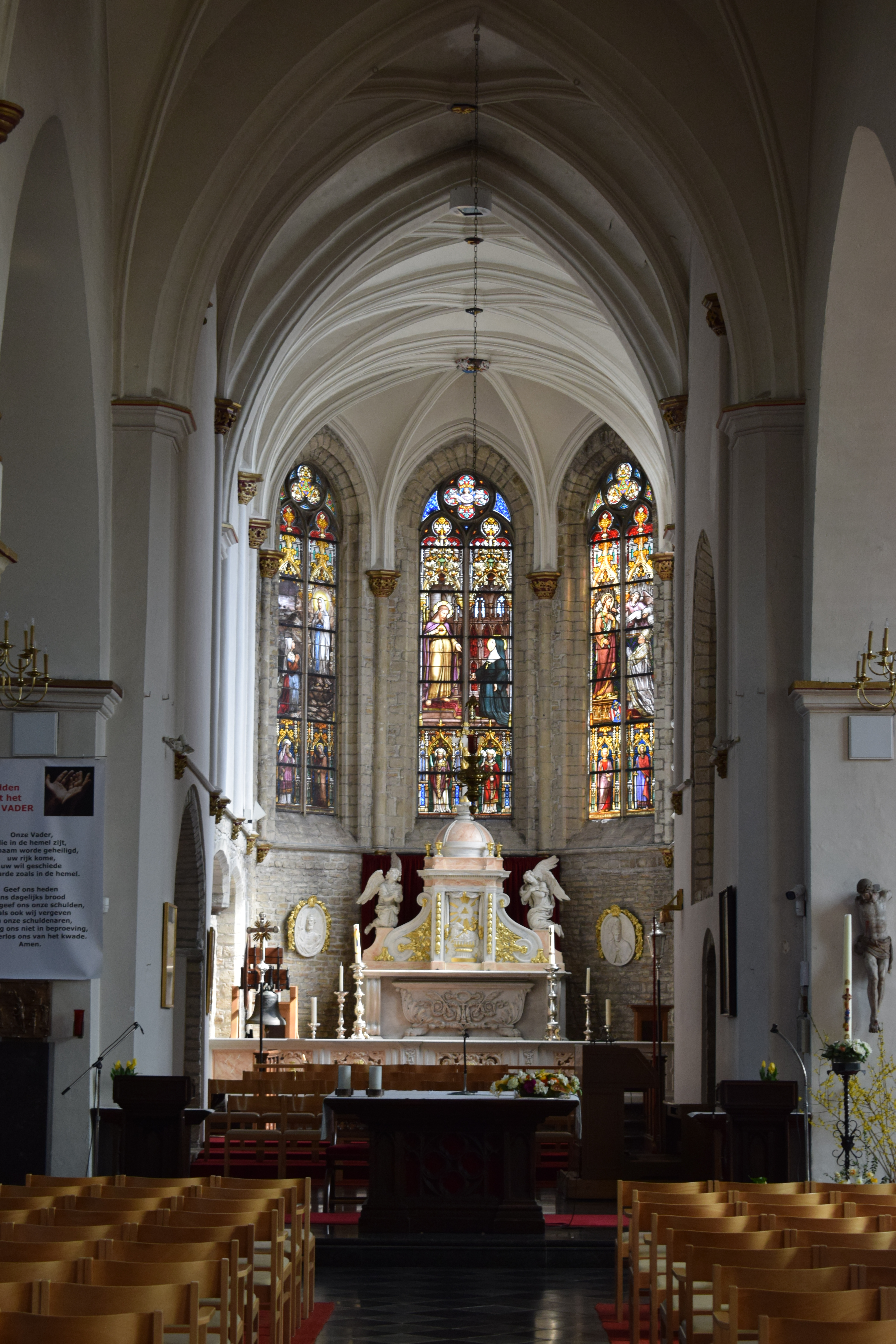
Interieur